# Pháp luân

Biểu tượng Pháp luân

Pháp luân (zh. 法輪, sa. dharmacakra, pi. dhammacakka) hay bánh xe pháp, là một biểu tượng được sử dụng rộng rãi trong các tôn giáo Ấn Độ như Ấn độ giáo, Kỳ Na giáo và đặc biệt là Phật giáo.

## Lịch sử và sử dụng

### Sử dụng và sự quan trọng trong Phật giáo
Dhamma trong tiếng Pali (Nam Phạn) có nghĩa là Pháp Bảo, lời dạy từ Đức Phật. Trong đạo Phật, pháp luân tượng trưng cho giáo pháp của đức Phật, gồm Tứ diệu đế, Bát chính đạo, Trung đạo. Pháp luân thường được vẽ như một bánh xe tám nhánh, tượng trưng cho Bát chính đạo. Bánh xe Chuyển-Pháp-Luân gồm có 12 căm là sự luân chuyển theo tam-tuệ-luân: Trí-tuệ-học, trí-tuệ- hành, trí-tuệ-thành trong tứ Thánh-đế (3 x 4 = 12) là phần cốt lõi của Phật-giáo. Cho nên, bánh xe Chuyển-Pháp-Luân cũng là một biểu tượng của Phật-giáo.